# Parafia św. Stanisława Biskupa Męczennika w Stoczku
Parafia pw. św. Stanisława Biskupa Męczennika w Stoczku – rzymskokatolicka parafia należąca do dekanatu Węgrów, diecezji drohiczyńskiej, metropolii białostockiej. Parafię prowadzą księża diecezjalni.

## Obszar parafii

### Miejscowości i ulice
W granicach parafii znajdują się miejscowości:

- Drgicz,
- Gajówka Wschodnia,
- Gajówka Zachodnia,
- Grabiny,
- Księżyzna,
- Nowe Lipki,
- Stare Lipki,
- Marianów,
- Miednik,
- Stoczek,
- Topór,
- Wieliczna,
- Wycech
- Zgrzebichy.

## Historia
Parafia powstała 14 stycznia 1518. Obecny kościół został wybudowany w latach 1895–1897.